# Oscar Peschel
Oscar Ferdinand Peschel (Drezda, 1826. március 17. – Lipcse, 1875. augusztus 31.) német geográfus.

## Élete
Édesapja tanár volt. Peschel 1845 és 1848 között jogot tanult Lipcsében és Heidelbergben. Hat évig dolgozott az augsburgi Allgemeine Zeitung szerkesztőségében; 1854-től 1871-ig szerkesztette az Auslandot. Ekkor lett a lipcsei egyetemen a földrajz tanára. Halála után jelentek meg értekezési. A Bajor Tudományos Akadémia tagja volt.

## Főbb művei
- Geschichte des Zeitalters der Entdeckungen (1858, 2. kiad. 1877)
- Geschichte der Erdkunde bis auf Humboldt und Ritter (1865, 2. kiad. 1877)
- Neue Probleme der vergleichenden Erdkunde (1870, 4. kiad. 1883)
- Völkerkunde (1875, 6. kiad. 1885)
- Abhandlungen (1877-79, 3 kötet)
- Physiche Erdkunde (2. kiad. 1883-85, 2 kötet)
- Europäische Staatenkunde (1880, csak az 1. kötet)

## Fordítás
- Ez a szócikk részben vagy egészben  az   Oscar Peschel című német Wikipédia-szócikk fordításán alapul.  Az eredeti cikk szerkesztőit annak laptörténete sorolja fel. Ez a jelzés csupán a megfogalmazás eredetét és a szerzői jogokat jelzi, nem szolgál a cikkben szereplő információk forrásmegjelöléseként.